# Saga o Królestwie Światła
Saga o Królestwie Światła – dwudziestotomowa seria książek norweskiej pisarki Margit Sandemo, kontynuacja Sagi o Czarnoksiężniku oraz Sagi o Ludziach Lodu.
Osią akcji, rozgrywającej się we wnętrzu Ziemi, jest próba stworzenia przez bohaterów utworu eliksiru zdolnego do usunięcia z ludzkich serc wszelkiego zła.

## TomySagi o Królestwie Światła[1]
| 1. Wielkie Wrota (Bak portene) 2. Móri i Ludzie Lodu (Móri og Isfolket) 3. Trudno mówić „nie” (Piken som ikke kunne si nei) 4. Mężczyzna z Doliny Mgieł (Mannen fra Tåkedalen) 5. Noc Świętojańska (Johannesnatten) 6. Chłopiec z Południa (Den utvalgte) 7. Wiedźma (Heksen) 8. Wyprawa (Redsel) 9. Sol z Ludzi Lodu (Sol av Isfolket) 10. Czarne róże (Nattsvarte roser) 11. Strachy (Skrømt) 12. Drżące serce (Detbevende hjertet) 13. Tajemnica Gór Czarnych (Ond Saga) 14. Lilja i Goram (Inn i varmen) 15. Ciemność (Mørket) 16. Głód życia (Livshunger) 17. Na ratunek (Fra toppen og oppover) 18. Tęsknota (Så dyp en lengsel) 19. Podstęp (Drepende uskyld) 20. Morze miłości (En hav av kjærlighet) |